# Chursdorf
Chursdorf là một đô thị ở huyện Saale-Orla, bang Thüringen, Đức. Đô thị này có diện tích 6,17 km2, dân số thời điểm ngày 31 tháng 12 năm 2006 là 449 người.